# Pietro Quaroni
Pietro Quaroni (Roma, 3 ottobre 1898 – Roma, 11 giugno 1971) è stato un diplomatico italiano, presidente della Rai dal 29 maggio 1964 al 12 aprile 1969.

## Biografia

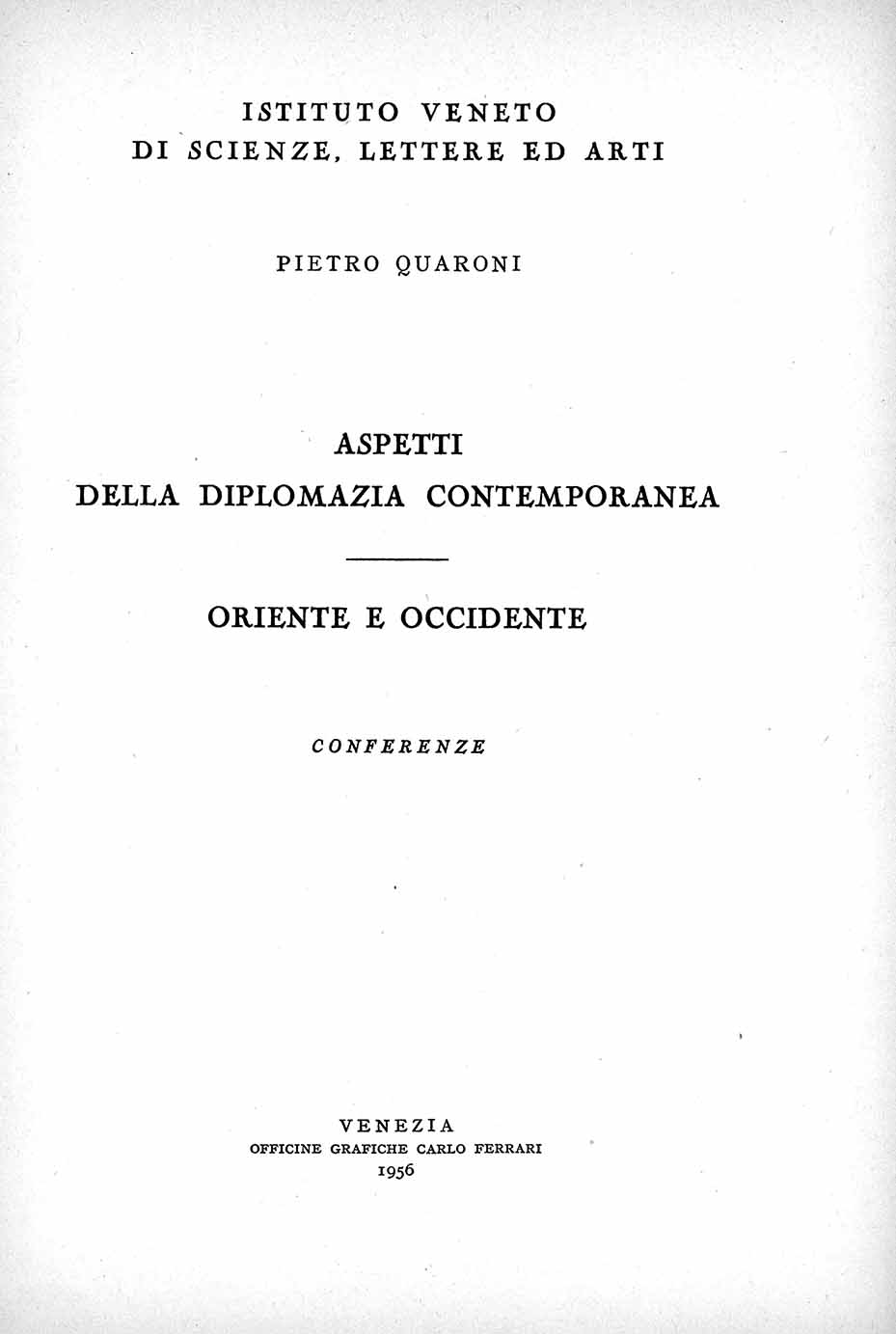
Aspetti della diplomazia contemporanea, 1956

Nasce da una famiglia di origine ossolana, precisamente del paese di Anzino, in Valle Anzasca. Suo fratello è l'architetto Ludovico. Studia all'Istituto Massimiliano Massimo e si laurea in giurisprudenza all'Università di Roma, nel 1919. Oltre alle lingue occidentali, Pietro conosce il russo, il serbo-croato e l'albanese. Entra nella carriera diplomatica nel 1920 ed è destinato a Costantinopoli, dove resta fino al 1923.
Dopo altri due anni a Buenos Aires, nel 1925 è trasferito a Mosca e poi, nel 1931, a Tirana. Nel 1932 è nominato Capo dell'Ufficio I della Direzione affari politici del Ministero degli esteri. Nel 1935 è inviato come esperto alla Conferenza di Stresa. Contemporaneamente, sul settimanale Affari Esteri, esprime il suo dissenso alla politica di Mussolini, circa il ritiro dell'Italia dalla Società delle Nazioni. Per tale motivo, nel settembre del 1935, è allontanato dal ministero e trasferito prima a Salonicco, quale console generale, poi in Afghanistan (1936), quale ministro plenipotenziario italiano.
Rimane otto anni a Kabul, in una posizione difficile e pressoché isolato. In questo periodo Quaroni si impegna per fare dell'Afghanistan una base di influenza italiana nell'Asia centrale.  Nel maggio del 1944, dopo il ristabilimento dei rapporti diplomatici con l'URSS da parte del governo Badoglio, è promosso ambasciatore italiano a Mosca. Nel gennaio del 1946, da Mosca, esprime alcune considerazioni circa l'inopportunità che l'Italia prenda parte attiva alla punizione dei criminali di guerra germanici, onde evitare l'appoggio sovietico ad analoghe richieste già presentate da Jugoslavia, Etiopia, Grecia e Albania per i presunti criminali di guerra italiani.
In una nota del successivo mese di luglio, esprime al direttore degli Affari politici, Vittorio Zoppi, il rammarico per il disinteressamento anglo-statunitense a una possibile consegna dei criminali italiani alle Nazioni richiedenti. Il 30 novembre 1946 è nominato ambasciatore a Parigi, ove rimane per ben dodici anni, sino al 13 giugno 1958. Durante il periodo della sua permanenza a Parigi svolge un ruolo di primo piano quale consigliere politico del Ministro degli Esteri De Gasperi nella negoziazione del trattato di pace e del reinserimento dell'Italia nella vita internazionale.
Nel 1952 è insignito dell'onorificenza di Cavaliere di Gran croce al Merito della Repubblica dal Presidente Luigi Einaudi. È uno dei due invitati italiani (l'altro è Alcide De Gasperi) al primo incontro tenuto dal Gruppo Bilderberg, nei giorni dal 29 al 31 maggio 1954, presso Oosterbeek nei Paesi Bassi. Dal 1958 al 1961 è ambasciatore a Bonn, presso la Repubblica Federale Tedesca e, dal 1961 al 1964 ambasciatore a Londra. Nel 1964, dopo aver abbandonato la carriera diplomatica, viene nominato Presidente della RAI, restando in carica sino al 1969, poi della Croce Rossa Italiana. È stato un brillante conferenziere e autore di pregevoli studi di storia delle relazioni internazionali.

## Opere
- Ricordi di un ambasciatore, Milano, 1954.
- Aspetti della diplomazia contemporanea, Venezia, Officine grafiche Carlo Ferrari, 1956.
- Valigia diplomatica, Milano, 1956
- Il mondo di un ambasciatore, Ferro Edizioni, Milano, 1965
- L'Europa al bivio, Milano, 1965.
- Il Patto Atlantico: sicurezza nella libertà, Roma, 1966.
- Problemi della politica del nostro tempo, Milano, 1966
- Russia e Cina, Milano, 1967.
- La politica estera italiana dal 1914 al 1945, Roma, Società editrice Dante Alighieri, 2018, ISBN 978-88-534-4600-8.